# Copa del Món de tennis 2012
La POWER HORSE World Team Cup 2012 correspon a la 35a edició de la Copa del món de tennis entre països. Es va disputar entre el 20 i el 26 de maig de 2012 al Rochusclub de Düsseldorf, Alemanya.

## Equips

### Grup Blau
| Alemanya - Florian Mayer (n. 18) - Philipp Kohlschreiber (n. 34) - Philipp Petzschner (n. 66) - Christopher Kas (n. 22 dobles) | Croàcia - Ivo Karlović (n. 42) - Ivan Dodig (n. 59) - Lovro Zovko (n. 89 dobles) - Nikola Mektić (n. 377) | Rússia - Alex Bogomolov Jr. (n. 39) - Dmitri Tursúnov (n. 65) - Ígor Andréiev (n. 78) - Ígor Kunitsin (n. 89) | Sèrbia - Janko Tipsarević (n. 10) - Viktor Troicki (n. 25) - Nenad Zimonjić (n. 6 dobles) - Miki Janković (n. 887) |

### Grup Vermell
| Argentina - Juan Ignacio Chela (n. 32) - Carlos Berlocq (n. 37) - Leonardo Mayer (n. 68) - Juan Pablo Brzezicki (n. 433) | Estats Units - Andy Roddick (n. 34) - Ryan Harrison (n. 57) - James Blake (n. 69) | Japó - Go Soeda (n. 79) - Tatsuma Ito (n. 81) - Bumpei Sato (n. 785) | Txèquia - Tomáš Berdych (n. 7) - Radek Štěpánek (n. 28) - František Čermák (n. 22 dobles) |

## Round Robin

### Grup Blau

#### Classificació
| Pos. | País     | Punts | Partits | Sets   |
| ---- | -------- | ----- | ------- | ------ |
| 1    | Sèrbia   | 3 − 0 | 6 − 3   | 12 − 7 |
| 2    | Alemanya | 2 − 1 | 7 − 2   | 15 − 6 |
| 3    | Rússia   | 1 − 2 | 3 − 6   | 7 − 13 |
| 4    | Croàcia  | 0 − 3 | 2 − 7   | 6 − 14 |

#### Alemanya vs. Rússia
| · Alemanya · 3 | Düsseldorf, Alemanya 20 - 21 de maig de 2012 Terra batuda | Düsseldorf, Alemanya 20 - 21 de maig de 2012 Terra batuda       | · Rússia · 0 |      |          |  |
| \| \| \| \| 1 \| 2 \| 3 \| \| \| - \| ----------------- \| --------------------------------------------------------------- \| --- \| ---- \| -------- \| \| \| 1 \| Alemanya · Rússia \| Philipp Kohlschreiber Alex Bogomolov Jr. \| 6 0 \| 6 2 \| \| \| \| 2 \| Alemanya · Rússia \| Florian Mayer Ígor Andréiev \| 6 2 \| 7 67 \| \| \| \| 3 \| Alemanya · Rússia \| Christopher Kas / Florian Mayer Dmitri Tursúnov / Ígor Kunitsin \| 6 4 \| 3 6 \| [10] [8] \| \| |                                                           |                                                                 |              |      |          |  |
| |                                                           |                                                                 | 1            | 2    | 3        |  |
| 1 | Alemanya · Rússia                                         | Philipp Kohlschreiber Alex Bogomolov Jr.                        | 6 0          | 6 2  |          |  |
| 2 | Alemanya · Rússia                                         | Florian Mayer Ígor Andréiev                                     | 6 2          | 7 67 |          |  |
| 3 | Alemanya · Rússia                                         | Christopher Kas / Florian Mayer Dmitri Tursúnov / Ígor Kunitsin | 6 4          | 3 6  | [10] [8] |  |

#### Sèrbia vs. Croàcia
| · Sèrbia · 2 | Düsseldorf, Alemanya 20 - 21 de maig de 2012 Terra batuda | Düsseldorf, Alemanya 20 - 21 de maig de 2012 Terra batuda | · Croàcia · 1 |      |   |  |
| \| \| \| \| 1 \| 2 \| 3 \| \| \| - \| ---------------- \| -------------------------------------------------------- \| ---- \| ---- \| - \| \| \| 1 \| Sèrbia · Croàcia \| Viktor Troicki Ivan Dodig \| 6 3 \| 7 63 \| \| \| \| 2 \| Sèrbia · Croàcia \| Janko Tipsarević Lovro Zovko \| 6 0 \| 6 0 \| \| \| \| 3 \| Sèrbia · Croàcia \| Viktor Troicki / Nenad Zimonjić Ivan Dodig / Lovro Zovko \| 6⁵ 7 \| 64 7 \| \| \| |                                                           |                                                           |               |      |   |  |
| |                                                           |                                                           | 1             | 2    | 3 |  |
| 1 | Sèrbia · Croàcia                                          | Viktor Troicki Ivan Dodig                                 | 6 3           | 7 63 |   |  |
| 2 | Sèrbia · Croàcia                                          | Janko Tipsarević Lovro Zovko                              | 6 0           | 6 0  |   |  |
| 3 | Sèrbia · Croàcia                                          | Viktor Troicki / Nenad Zimonjić Ivan Dodig / Lovro Zovko  | 6⁵ 7          | 64 7 |   |  |

#### Alemanya vs. Croàcia
| · Alemanya · 3 | Düsseldorf, Alemanya 22 - 23 de maig de 2012 Terra batuda | Düsseldorf, Alemanya 22 - 23 de maig de 2012 Terra batuda     | · Croàcia · 0 |      |          |  |
| \| \| \| \| 1 \| 2 \| 3 \| \| \| - \| ------------------ \| ------------------------------------------------------------- \| --- \| ---- \| -------- \| \| \| 1 \| Alemanya · Croàcia \| Florian Mayer Ivan Dodig \| 6 1 \| 6 1 \| \| \| \| 2 \| Alemanya · Croàcia \| Philipp Kohlschreiber Lovro Zovko \| 6 2 \| 7 6² \| \| \| \| 3 \| Alemanya · Croàcia \| Philipp Petzschner / Christopher Kas Ivan Dodig / Lovro Zovko \| 6 4 \| 1 6 \| [10] [3] \| \| |                                                           |                                                               |               |      |          |  |
| |                                                           |                                                               | 1             | 2    | 3        |  |
| 1 | Alemanya · Croàcia                                        | Florian Mayer Ivan Dodig                                      | 6 1           | 6 1  |          |  |
| 2 | Alemanya · Croàcia                                        | Philipp Kohlschreiber Lovro Zovko                             | 6 2           | 7 6² |          |  |
| 3 | Alemanya · Croàcia                                        | Philipp Petzschner / Christopher Kas Ivan Dodig / Lovro Zovko | 6 4           | 1 6  | [10] [3] |  |

#### Sèrbia vs. Rússia
| · Sèrbia · 2 | Düsseldorf, Alemanya 22 - 23 de maig de 2012 Terra batuda | Düsseldorf, Alemanya 22 - 23 de maig de 2012 Terra batuda      | · Rússia · 1 |      |   |  |
| \| \| \| \| 1 \| 2 \| 3 \| \| \| - \| --------------- \| -------------------------------------------------------------- \| --- \| ---- \| - \| \| \| 1 \| Sèrbia · Rússia \| Janko Tipsarević Alex Bogomolov Jr. \| 6 1 \| 6 3 \| \| \| \| 2 \| Sèrbia · Rússia \| Viktor Troicki Dmitri Tursúnov \| 6 3 \| 6 2 \| \| \| \| 3 \| Sèrbia · Rússia \| Miki Janković / Nenad Zimonjić Dmitri Tursúnov / Ígor Kunitsin \| 5 7 \| 6⁶ 7 \| \| \| |                                                           |                                                                |              |      |   |  |
| |                                                           |                                                                | 1            | 2    | 3 |  |
| 1 | Sèrbia · Rússia                                           | Janko Tipsarević Alex Bogomolov Jr.                            | 6 1          | 6 3  |   |  |
| 2 | Sèrbia · Rússia                                           | Viktor Troicki Dmitri Tursúnov                                 | 6 3          | 6 2  |   |  |
| 3 | Sèrbia · Rússia                                           | Miki Janković / Nenad Zimonjić Dmitri Tursúnov / Ígor Kunitsin | 5 7          | 6⁶ 7 |   |  |

#### Sèrbia vs. Alemanya
| · Sèrbia · 2 | Düsseldorf, Alemanya 24 - 25 de maig de 2012 Terra batuda | Düsseldorf, Alemanya 24 - 25 de maig de 2012 Terra batuda           | · Alemanya · 1 |     |     |  |
| \| \| \| \| 1 \| 2 \| 3 \| \| \| - \| ----------------- \| ------------------------------------------------------------------- \| ---- \| --- \| --- \| \| \| 1 \| Sèrbia · Alemanya \| Viktor Troicki Florian Mayer \| 7 6⁶ \| 6 3 \| \| \| \| 2 \| Sèrbia · Alemanya \| Janko Tipsarević Philipp Kohlschreiber \| 6 4 \| 3 6 \| 7 5 \| \| \| 3 \| Sèrbia · Alemanya \| Miki Janković / Nenad Zimonjić Philipp Petzschner / Christopher Kas \| 4 6 \| 4 6 \| \| \| |                                                           |                                                                     |                |     |     |  |
| |                                                           |                                                                     | 1              | 2   | 3   |  |
| 1 | Sèrbia · Alemanya                                         | Viktor Troicki Florian Mayer                                        | 7 6⁶           | 6 3 |     |  |
| 2 | Sèrbia · Alemanya                                         | Janko Tipsarević Philipp Kohlschreiber                              | 6 4            | 3 6 | 7 5 |  |
| 3 | Sèrbia · Alemanya                                         | Miki Janković / Nenad Zimonjić Philipp Petzschner / Christopher Kas | 4 6            | 4 6 |     |  |

#### Rússia vs. Croàcia
| · Rússia · 2 | Düsseldorf, Alemanya 24 - 25 de maig de 2012 Terra batuda | Düsseldorf, Alemanya 24 - 25 de maig de 2012 Terra batuda | · Croàcia · 1 |     |          |  |
| \| \| \| \| 1 \| 2 \| 3 \| \| \| - \| ---------------- \| -------------------------------------------------------- \| ---- \| --- \| -------- \| \| \| 1 \| Rússia · Croàcia \| Ígor Kunitsin Ivan Dodig \| 60 7 \| 4 6 \| \| \| \| 2 \| Rússia · Croàcia \| Alex Bogomolov Jr. Lovro Zovko \| 6 4 \| 6 2 \| \| \| \| 3 \| Rússia · Croàcia \| Dmitri Tursúnov / Ígor Kunitsin Ivan Dodig / Lovro Zovko \| 2 6 \| 6 3 \| [10] [3] \| \| |                                                           |                                                           |               |     |          |  |
| |                                                           |                                                           | 1             | 2   | 3        |  |
| 1 | Rússia · Croàcia                                          | Ígor Kunitsin Ivan Dodig                                  | 60 7          | 4 6 |          |  |
| 2 | Rússia · Croàcia                                          | Alex Bogomolov Jr. Lovro Zovko                            | 6 4           | 6 2 |          |  |
| 3 | Rússia · Croàcia                                          | Dmitri Tursúnov / Ígor Kunitsin Ivan Dodig / Lovro Zovko  | 2 6           | 6 3 | [10] [3] |  |

### Grup Vermell

#### Classificació
| Pos. | País         | Punts | Partits | Sets   |
| ---- | ------------ | ----- | ------- | ------ |
| 1    | Txèquia      | 3 − 0 | 7 − 2   | 16 − 8 |
| 2    | Argentina    | 2 − 1 | 7 − 2   | 16 − 7 |
| 3    | Estats Units | 1 − 2 | 2 − 7   | 6 − 15 |
| 4    | Japó         | 0 − 3 | 2 − 7   | 7 − 15 |

#### Estats Units vs. Argentina
| · Estats Units · 0 | Düsseldorf, Alemanya 20 - 21 de maig de 2012 Terra batuda | Düsseldorf, Alemanya 20 - 21 de maig de 2012 Terra batuda       | · Argentina · 3 |     |     |  |
| \| \| \| \| 1 \| 2 \| 3 \| \| \| - \| ------------------------ \| --------------------------------------------------------------- \| ---- \| --- \| --- \| \| \| 1 \| Estats Units · Argentina \| Andy Roddick Carlos Berlocq \| 2 6 \| 2 6 \| \| \| \| 2 \| Estats Units · Argentina \| Ryan Harrison Leonardo Mayer \| 4 6 \| 7 5 \| 3 6 \| \| \| 3 \| Estats Units · Argentina \| James Blake / Ryan Harrison Carlos Berlocq / Juan Ignacio Chela \| 6² 7 \| 4 6 \| \| \| |                                                           |                                                                 |                 |     |     |  |
| |                                                           |                                                                 | 1               | 2   | 3   |  |
| 1 | Estats Units · Argentina                                  | Andy Roddick Carlos Berlocq                                     | 2 6             | 2 6 |     |  |
| 2 | Estats Units · Argentina                                  | Ryan Harrison Leonardo Mayer                                    | 4 6             | 7 5 | 3 6 |  |
| 3 | Estats Units · Argentina                                  | James Blake / Ryan Harrison Carlos Berlocq / Juan Ignacio Chela | 6² 7            | 4 6 |     |  |

#### República Txeca vs. Japó
| · República Txeca · 2 | Düsseldorf, Alemanya 20 - 21 de maig de 2012 Terra batuda | Düsseldorf, Alemanya 20 - 21 de maig de 2012 Terra batuda | · Japó · 1 |      |     |  |
| \| \| \| \| 1 \| 2 \| 3 \| \| \| - \| ---------------------- \| -------------------------------------------------------- \| --- \| ---- \| --- \| \| \| 1 \| República Txeca · Japó \| Radek Štěpánek Tatsuma Ito \| 6 3 \| 4 6 \| 4 6 \| \| \| 2 \| República Txeca · Japó \| Tomáš Berdych Go Soeda \| 6 1 \| 3 6 \| 6 1 \| \| \| 3 \| República Txeca · Japó \| František Čermák / Radek Štěpánek Tatsuma Ito / Go Soeda \| 6 2 \| 7 64 \| \| \| |                                                           |                                                           |            |      |     |  |
| |                                                           |                                                           | 1          | 2    | 3   |  |
| 1 | República Txeca · Japó                                    | Radek Štěpánek Tatsuma Ito                                | 6 3        | 4 6  | 4 6 |  |
| 2 | República Txeca · Japó                                    | Tomáš Berdych Go Soeda                                    | 6 1        | 3 6  | 6 1 |  |
| 3 | República Txeca · Japó                                    | František Čermák / Radek Štěpánek Tatsuma Ito / Go Soeda  | 6 2        | 7 64 |     |  |

#### Argentina vs. Japó
| · Argentina · 3 | Düsseldorf, Alemanya 22 - 23 de maig de 2012 Terra batuda | Düsseldorf, Alemanya 22 - 23 de maig de 2012 Terra batuda           | · Japó · 0 |     |          |  |
| \| \| \| \| 1 \| 2 \| 3 \| \| \| - \| ---------------- \| ------------------------------------------------------------------- \| ---- \| --- \| -------- \| \| \| 1 \| Argentina · Japó \| Leonardo Mayer Tatsuma Ito \| 6 4 \| 6 4 \| \| \| \| 2 \| Argentina · Japó \| Carlos Berlocq Go Soeda \| 6 3 \| 6 4 \| \| \| \| 3 \| Argentina · Japó \| Juan Pablo Brzezicki / Juan Ignacio Chela Tatsuma Ito / Bumpei Sato \| 63 7 \| 6 1 \| [10] [7] \| \| |                                                           |                                                                     |            |     |          |  |
| |                                                           |                                                                     | 1          | 2   | 3        |  |
| 1 | Argentina · Japó                                          | Leonardo Mayer Tatsuma Ito                                          | 6 4        | 6 4 |          |  |
| 2 | Argentina · Japó                                          | Carlos Berlocq Go Soeda                                             | 6 3        | 6 4 |          |  |
| 3 | Argentina · Japó                                          | Juan Pablo Brzezicki / Juan Ignacio Chela Tatsuma Ito / Bumpei Sato | 63 7       | 6 1 | [10] [7] |  |

#### República Txeca vs. Estats Units
| · República Txeca · 3 | Düsseldorf, Alemanya 22 - 23 de maig de 2012 Terra batuda | Düsseldorf, Alemanya 22 - 23 de maig de 2012 Terra batuda      | · Estats Units · 0 |     |          |  |
| \| \| \| \| 1 \| 2 \| 3 \| \| \| - \| ------------------------------ \| -------------------------------------------------------------- \| ---- \| --- \| -------- \| \| \| 1 \| República Txeca · Estats Units \| Tomáš Berdych Andy Roddick \| 6 1 \| 6 2 \| \| \| \| 2 \| República Txeca · Estats Units \| Radek Štěpánek James Blake \| 6 2 \| 6 1 \| \| \| \| 3 \| República Txeca · Estats Units \| František Čermák / Radek Štěpánek Andy Roddick / Ryan Harrison \| 7 6⁵ \| 5 7 \| [10] [8] \| \| |                                                           |                                                                |                    |     |          |  |
| |                                                           |                                                                | 1                  | 2   | 3        |  |
| 1 | República Txeca · Estats Units                            | Tomáš Berdych Andy Roddick                                     | 6 1                | 6 2 |          |  |
| 2 | República Txeca · Estats Units                            | Radek Štěpánek James Blake                                     | 6 2                | 6 1 |          |  |
| 3 | República Txeca · Estats Units                            | František Čermák / Radek Štěpánek Andy Roddick / Ryan Harrison | 7 6⁵               | 5 7 | [10] [8] |  |

#### República Txeca vs. Argentina
| · República Txeca · 2 | Düsseldorf, Alemanya 24 - 25 de maig de 2012 Terra batuda | Düsseldorf, Alemanya 24 - 25 de maig de 2012 Terra batuda         | · Argentina · 1 |      |        |  |
| \| \| \| \| 1 \| 2 \| 3 \| \| \| - \| --------------------------- \| ----------------------------------------------------------------- \| ---- \| ---- \| ------ \| \| \| 1 \| República Txeca · Argentina \| Tomáš Berdych Carlos Berlocq \| 6 1 \| 6² 7 \| 6 3 \| \| \| 2 \| República Txeca · Argentina \| Radek Štěpánek Leonardo Mayer \| 7 64 \| 5 7 \| 4 6 \| \| \| 3 \| República Txeca · Argentina \| František Čermák / Radek Štěpánek Carlos Berlocq / Leonardo Mayer \| 6 4 \| 4 6 \| [10] 3 \| \| |                                                           |                                                                   |                 |      |        |  |
| |                                                           |                                                                   | 1               | 2    | 3      |  |
| 1 | República Txeca · Argentina                               | Tomáš Berdych Carlos Berlocq                                      | 6 1             | 6² 7 | 6 3    |  |
| 2 | República Txeca · Argentina                               | Radek Štěpánek Leonardo Mayer                                     | 7 64            | 5 7  | 4 6    |  |
| 3 | República Txeca · Argentina                               | František Čermák / Radek Štěpánek Carlos Berlocq / Leonardo Mayer | 6 4             | 4 6  | [10] 3 |  |

#### Estats Units vs. Japó
| · Estats Units · 2 | Düsseldorf, Alemanya 24 de maig de 2012 Terra batuda | Düsseldorf, Alemanya 24 de maig de 2012 Terra batuda  | · Japó · 1 |      |          |  |
| \| \| \| \| 1 \| 2 \| 3 \| \| \| - \| ------------------- \| ----------------------------------------------------- \| --- \| ---- \| -------- \| \| \| 1 \| Estats Units · Japó \| Andy Roddick Go Soeda \| 5 6 \| 64 7 \| \| \| \| 2 \| Estats Units · Japó \| Ryan Harrison Tatsuma Ito \| 6 2 \| 7 6⁵ \| \| \| \| 3 \| Estats Units · Japó \| James Blake / Ryan Harrison Tatsuma Ito / Bumpei Sato \| 4 6 \| 6 0 \| [10] [3] \| \| |                                                      |                                                       |            |      |          |  |
| |                                                      |                                                       | 1          | 2    | 3        |  |
| 1 | Estats Units · Japó                                  | Andy Roddick Go Soeda                                 | 5 6        | 64 7 |          |  |
| 2 | Estats Units · Japó                                  | Ryan Harrison Tatsuma Ito                             | 6 2        | 7 6⁵ |          |  |
| 3 | Estats Units · Japó                                  | James Blake / Ryan Harrison Tatsuma Ito / Bumpei Sato | 4 6        | 6 0  | [10] [3] |  |

## Final
| · República Txeca · 0 | Düsseldorf, Alemanya 26 de maig de 2012 Terra batuda | Düsseldorf, Alemanya 26 de maig de 2012 Terra batuda               | · Sèrbia · 3 |      |     |  |
| \| \| \| \| 1 \| 2 \| 3 \| \| \| - \| ------------------------ \| ------------------------------------------------------------------ \| --- \| ---- \| --- \| \| \| 1 \| República Txeca · Sèrbia \| Tomáš Berdych Janko Tipsarević \| 5 7 \| 68 7 \| \| \| \| 2 \| República Txeca · Sèrbia \| Radek Štěpánek Viktor Troicki \| 6 2 \| 4 6 \| 3 6 \| \| \| 3 \| República Txeca · Sèrbia \| Tomáš Berdych / František Čermák Janko Tipsarević / Nenad Zimonjić \| 3 6 \| 1 6 \| \| \| |                                                      |                                                                    |              |      |     |  |
| |                                                      |                                                                    | 1            | 2    | 3   |  |
| 1 | República Txeca · Sèrbia                             | Tomáš Berdych Janko Tipsarević                                     | 5 7          | 68 7 |     |  |
| 2 | República Txeca · Sèrbia                             | Radek Štěpánek Viktor Troicki                                      | 6 2          | 4 6  | 3 6 |  |
| 3 | República Txeca · Sèrbia                             | Tomáš Berdych / František Čermák Janko Tipsarević / Nenad Zimonjić | 3 6          | 1 6  |     |  |